# Catedral Metropolitana de San Salvador

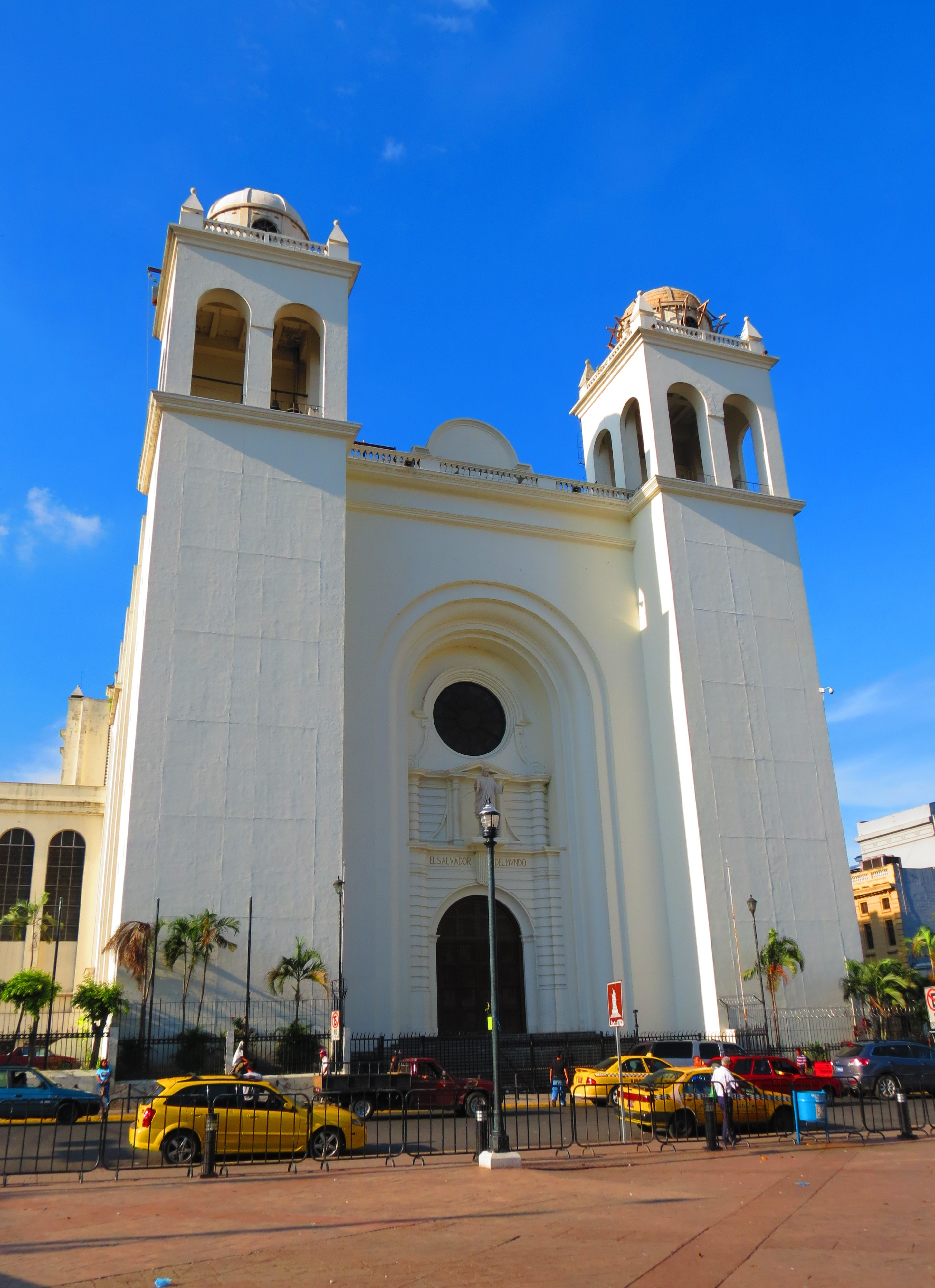
A catedral, diante da Plaza Barrios, no centro da cidade de San Salvador.

A Catedral Metropolitana de São Salvador (em espanhol: Catedral Metropolitana de San Salvador) é a principal arquidiocese católica de San Salvador, sede do Arcebispo de San Salvador. Foi visitada duas vezes pelo papa João Paulo II, que declarou-a "intimamente aliada com as alegrias e esperanças do povo salvadorenho." Durante as suas visitas, realizadas em 1983 e 1996, o papa ajoelhou-se e rezou diante do túmulo do arcebispo Óscar Romero, assassinado em 1980 e que atrai inúmeros peregrinos à igreja.